# Hamid Aftis
 (janvier 2023).
 (janvier 2023).
Hamid Aftis(en kabyle: Lḥamid Aftis, en tifinagh:ⵍⵃⴰⵎⵉⴷ ⴰⴼⵜⵉⵙ), et de son vrai nom Hamid Fetis) né en 1977 à Akbou en Kabylie (Algérie), est un sculpteur, peintre, dessinateur et décorateur algérien.
Il est connu pour avoir réalisé la statue érigée à Akbou en hommage aux martyrs du Printemps Noir de 2001 en Kabylie ou la statue à l'effigie du militant de la cause berbère Mohamed Haroun, érigée devant le centre hospitalier d'Akbou.

## Biographie

### Jeunesse et formation
Né en 1977 dans la région d'Akbou (Béjaïa), Hamid Fétis est l'aîné d'une fratrie de trois enfants.
Il fait ses études primaires à l'école du village Colonel Amirouche (ex Riquet) avant de poursuivre ses deux cycles d'études moyen et secondaire à Akbou. Entre 1999 et 2002, il intègre l'Ecole Régionale des Beaux-Arts d' Azazga (Tizi Ouzou) avant de rejoindre en 2003 l'École supérieure des Beaux-Arts d'Alger.

### Carrière
Il réalise plusieurs travaux artistiques en kabylie, telle la stèle à l'effigie Mohamed Haroun encore appelé Masin U Harun (Akbou), les deux maquisards (Azazga) et la femme allaitante (maternité de Targa Ouzemour).

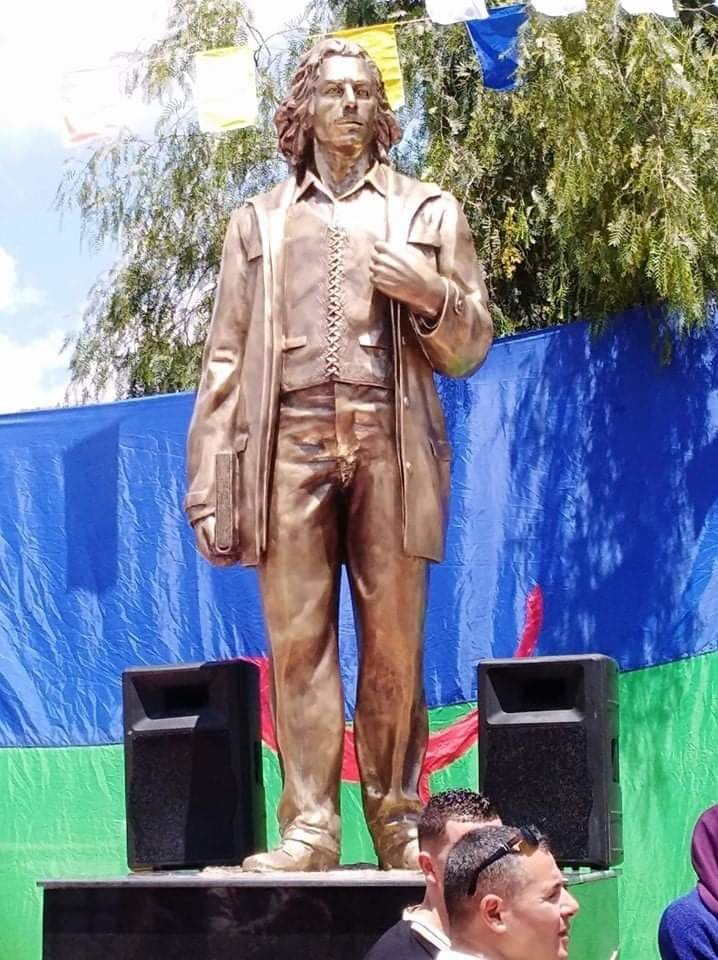
stèle à effigie du militant berbériste Mohamed Haroun (Masin Uharoun), Akbou.
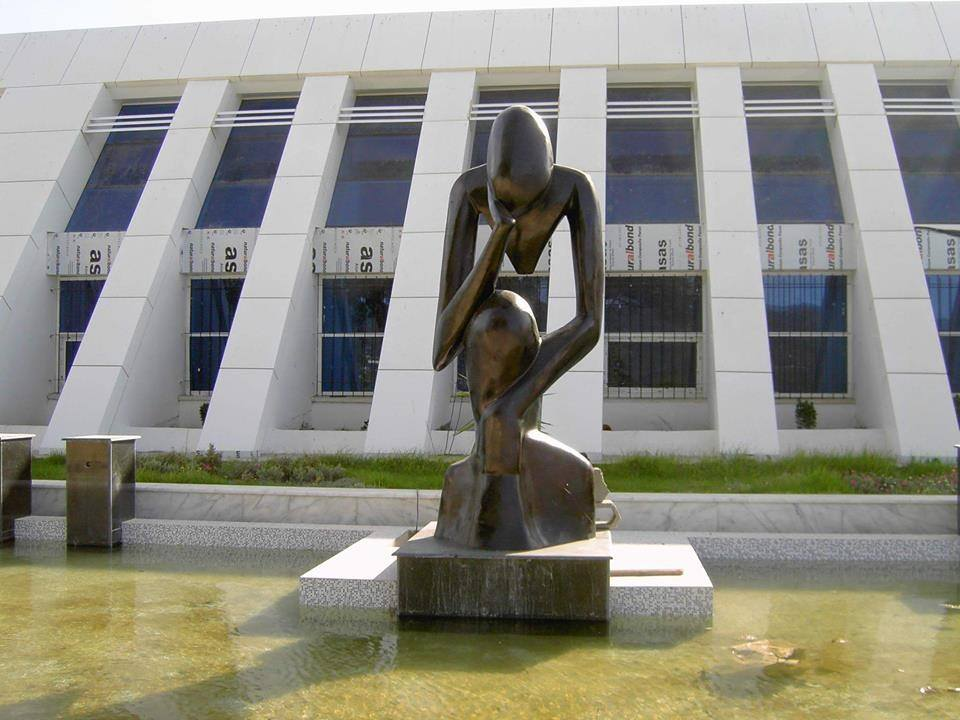
Le penseur, maison de la culture de Azazga
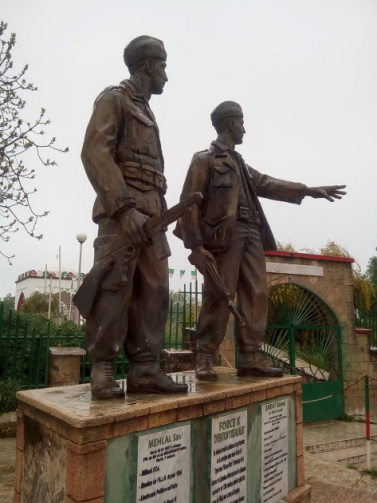
Les deux maquisards, Azazga
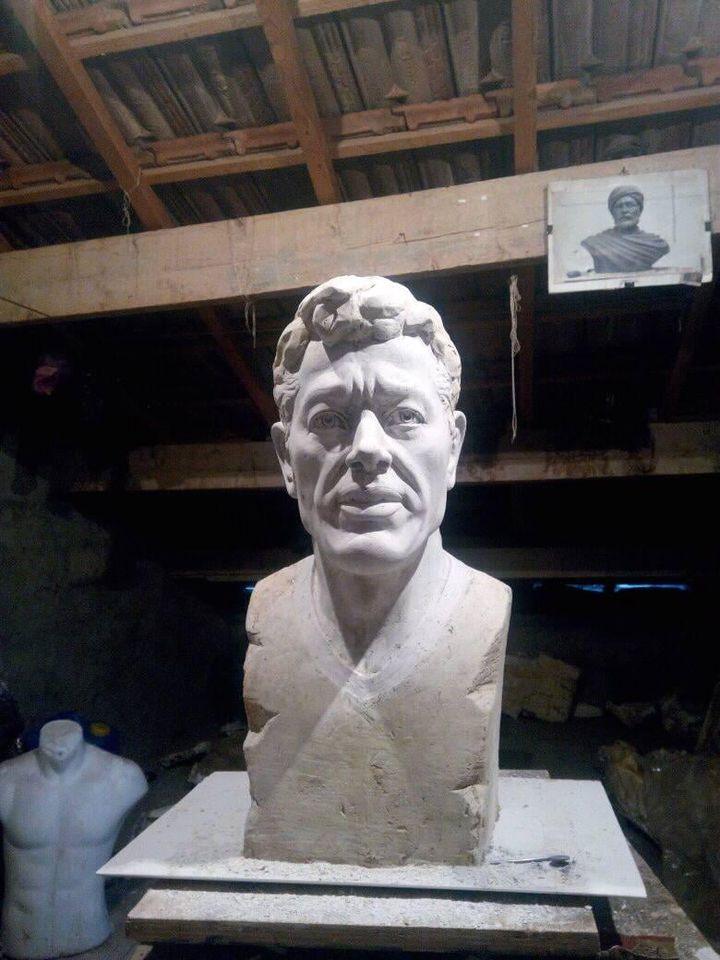
Dans l'atelier de l'artiste Hamid Fetis, réalisation d'un buste à effigie de Matoub Lounes
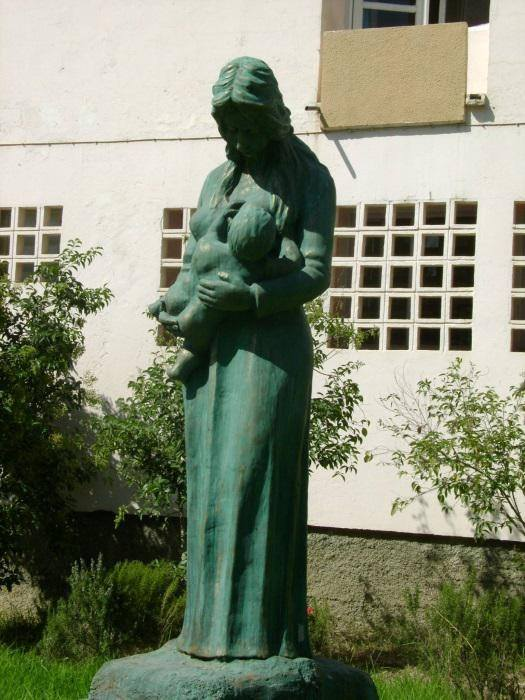
La femme allaitante, maternité de Targa Ouzemour, Béjaïa

Il a également réalisé des travaux en France.